# Susanne Menzel-Riedl
Susanne Menzel-Riedl (* 8. Juni 1976 in Siegen) ist eine deutsche Universitätsprofessorin für Biologiedidaktik. Seit 2019 ist sie Präsidentin der Universität Osnabrück.

## Leben und Wirken
Susanne Menzel wurde am 8. Juni 1976 in Siegen als Tochter des ehemaligen Geschäftsführers der Firma Sonor in Bad Berleburg, Karl-Heinz Menzel, und Regina Menzel geboren. Aufgewachsen in Wingeshausen, besuchte sie nach der Grundschule das Gymnasium Stift Keppel in Hilchenbach bis zum Abitur im Jahr 1995. Von 1996 bis 2002 absolvierte sie ihr Studium in den Fächern Biologie, Pädagogik und Englisch an den Universitäten Münster, Dakar (Senegal) und dem College of William and Mary (Virginia, U.S.A.) im höheren Lehramt und Magisterstudiengang. 2003 war sie als Wissenschaftliche Hilfskraft im Fachbereich Erziehungswissenschaften sowie im Zentrum für Umweltforschung (ZUFO) an der Universität Münster tätig. 2004 bis 2007 war sie wissenschaftliche Mitarbeiterin in der Abteilung Biologiedidaktik der Georg-August-Universität in Göttingen. Dort wurde 2007 ihre mehrsprachige Dissertation Learning Prerequisites for Biodiversity Education. Chilean and German Pupils’ Cognitive Frameworks an Their Commitment to Protect Biodiversity [Lernvoraussetzungen zur Biodiversitätsbildung. Schülervorstellungen chilenischer und deutscher Schüler(innen) und deren Bereitschaft, Biodiversität zu schützen] angenommen; im gleichen Jahr wurde Menzel dort promoviert. Ihre Dissertation wurde 2008 veröffentlicht.
Im Anschluss an ihre Promotion war sie postgraduierte Stipendiatin im DFG-Graduiertenkolleg „Passungsverhältnisse schulischen Lernens“.
2008 kam sie für eine Juniorprofessur nach Osnabrück und wurde nach Rufablehnungen in Gießen und Köln im Jahr 2011 dort zur Professorin für Biologiedidaktik berufen. Von 2016 bis 2019 war Menzel Vizepräsidentin für Forschung und Nachwuchsförderung an der Universität Osnabrück.
Da der bisherige Präsident Wolfgang Lücke für eine weitere Amtszeit nicht zur Verfügung stand, hatte die Findungskommission nach einer bundesweiten Ausschreibung und nach Abschluss des Bewerbungsverfahrens die bisherige Vizepräsidentin als einzige Kandidatin zur hochschulöffentlichen Anhörung und zur Wahl durch den Senat der Universität vorgesehen. Hier stimmten alle 19 Senatsmitglieder für die 42-jährige Wissenschaftlerin, sodass das niedersächsische Wissenschaftsministerium sie zur Nachfolgerin von Wolfgang Lücke ernannte. Bei ihrem Amtsantritt am 1. Oktober 2019 war Menzel die jüngste Präsidentin einer deutschen Universität. Im November 2022 wurde Menzel-Riedl zudem zur Vorsitzenden der Landeshochschulkonferenz Niedersachsen gewählt, nachdem der bisherige Vorsitzende Joachim Schachtner zum Staatssekretär des Niedersächsischen Ministeriums für Wissenschaft und Kultur ernannt worden war.
Sie ist verheiratet, Mutter zweier Kinder und lebt in Münster.

## Veröffentlichungen
- Learning Prerequisites for Biodiversity Education. Chilean and German Pupils’ Cognitive Frameworks and Their Commitment to Protect Biodiversity / Lernvoraussetzungen zur Biodiversitätsbildung. Schülervorstellungen chilenischer und deutscher Schüler(innen) und deren Bereitschaft, Biodiversität zu schützen. Universität Göttingen, Dissertation, 2007. 31. Januar 2008, DNB 990160920, urn:nbn:de:gbv:7-webdoc-1689-9.
- Alexander Georg Büssing, Maike Schleper, Susanne Menzel: Emotions and pre-service teachers’ motivation to teach the context of returning wolves. In: Environmental Education Research. Vol. 25, 2019, Issue 8, 1174–1189, doi:10.1080/13504622.2018.1487034.